# Сазанов Віктор Іванович
Віктор Іванович Сазанов (1879, Путивль, Курська губернія, Російська імперія — 1967) — радянський учений, агротехнік, рослинник, доктор сільськогосподарських наук, професор. Директор Полтавської Сільськогосподарської Дослідної станції.
Соратник Миколи Вавілова. У протоколі допиту Вавілова названий як учасник міфічної «Трудової селянської партії» (див. Справу Миколи Вавилова).
Заарештовувався органами НКВС СРСР в 1933 році. До арешту був заступником завідувача «Госсортсетью». Вислали в Караганду. Звільнений у 1933 році.
Після відбуття покарання працював науковим керівником Дослідної Станції. У 1940 році працював директором Карагандинської селекційної станції.
У 1941-1952 рр. керував кафедрою рослинництва Куйбишевського сільськогосподарського інституту.